# Буркерт, Рудольф
Рудо́льф Бу́ркерт (чеш. Rudolf Burkert; 31 октября 1904 года — 7 июня 1985 года) — чехословацкий прыгун с трамплина и двоеборец, чемпион мира по двоеборью. Призёр Олимпийских игр в прыжках.

## Карьера
Рудольф Буркерт родился в 1904 году в Либерецком крае, Австро-Венгрии в семье этнических немцев. С ранних лет он занимался различными зимними видами спорта, в том числе прыжками с трамплина, лыжными гонками и лыжным двоеборьем.
В 1927 году на чемпионат мира в Кортина-д’Ампеццо не приехали сильнейшие спортсмены того времени — норвежцы и финны. В их отсутствие почти все медали разыграли между собой шведы и чехословаки. Рудольф Буркерт стал чемпионом мира по лыжному двоеборью, опередив соотечесвенника, экс-чемпиона мира Отакара Немецки на 0,3 очка. Третьим стал еще один чехословацкий двоеборец Франтишек Венде.
Год спустя, на Олимпиаде в Санкт-Морице принимали участие все сильнейшие атлеты. В турнире двоеборцев Буркерт показал лучший результат на трамплине, но в гонке на 18 километров был только 21-м и в итоговой классификации стал только 12-м. В прыжках с трамплина Рудольф Буркерт завоевал первую в истории Чехословакии медаль на зимних Играх, став третьим и пропустив  вперёд только двух представителей Норвегии. Вторую медаль зимних Олимпиад лишь спустя 20 лет в том же Санкт-Морице завоевали чехословацкие хоккеисты.
Вторую медаль чемпионатов мира Буркерт завоевал в 1933 году на первенстве в Инсбруке, куда вновь не приехали норвежцы. Он был вторым в прыжках с трамплина, пропустив вперед швейцарца Марселя Реймона.
Из-за травмы стопы завершил карьеру в 1934 году. Эта же травма уберегла его от призыва в немецкую армию. После Второй мировой как этнический немец Буркерт был выселен из дома. В 1968 году переехал в Западную Германию, где и скончался в 1985 году.